# Aethes piercei
Aethes piercei es una especie de polilla del género Aethes, categorizada en la tribu Cochylini, de la subfamilia Tortricinae.

## Distribución
Se distribuye por Estados Unidos.

## Taxonomía
Fue descrita por Obraztsov en 1952 y publicada en (Aethes), Ent. Z.Frankf. a.M. 61: 157.